# شورترویل (آلاباما)
شورترویل (به انگلیسی: Shorterville) یک منطقهٔ مسکونی در ایالات متحده آمریکا است که در شهرستان هنری، آلاباما واقع شده‌است. شورترویل ۱۲۸٫۰۲ متر بالاتر از سطح دریا واقع شده‌است.